# Plotter

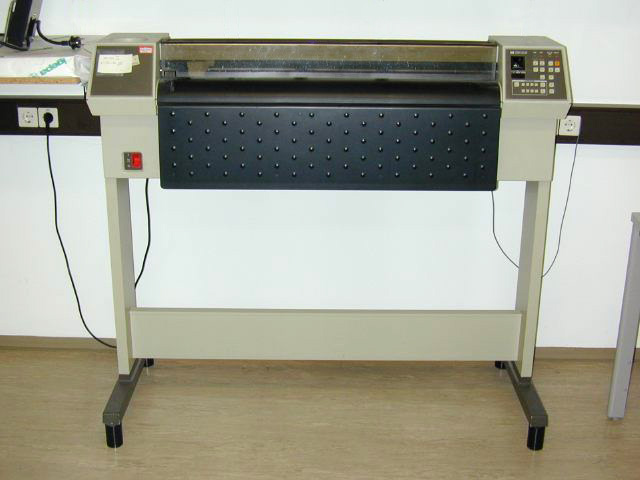
HP Plotter 7585B

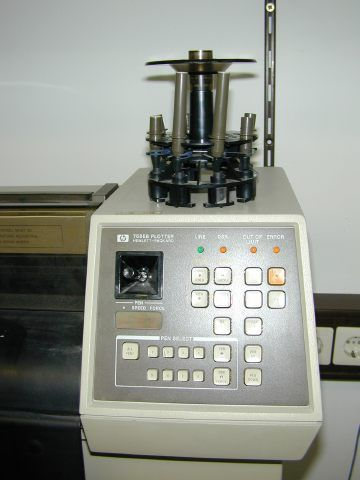
Bedienelemente und Stiftrad

Ein Plotter (von englisch to plot = ‚zeichnen‘), im Deutschen auch als Kurvenschreiber und Digitalplotter bezeichnet, ist ein Ausgabegerät, das digital gespeicherte Funktionsgraphen (Kurven und Einzelpunkte), technische Zeichnungen und andere Vektorgrafiken auf verschiedenen Materialien zeichnend darstellt. Plotter gehören zu den wenigen Geräten, die unmittelbar Vektorgrafiken wiedergeben, ohne sie vorher in eine Rastergrafik umzurechnen. Ihre Vorläufer waren die in der Messtechnik verwendeten X-Y-Schreiber oder Koordinatenschreiber. Bei Papierformaten von ein bis zwei Quadratmetern spricht man auch von Zeichenmaschinen statt von Plottern (Papierformat maximal A3).
Seit den 1990er Jahren wurden Plotter zunehmend durch Großformatdrucker ersetzt, die auch heute noch oft als Plotter bezeichnet werden.

## Stiftplotter

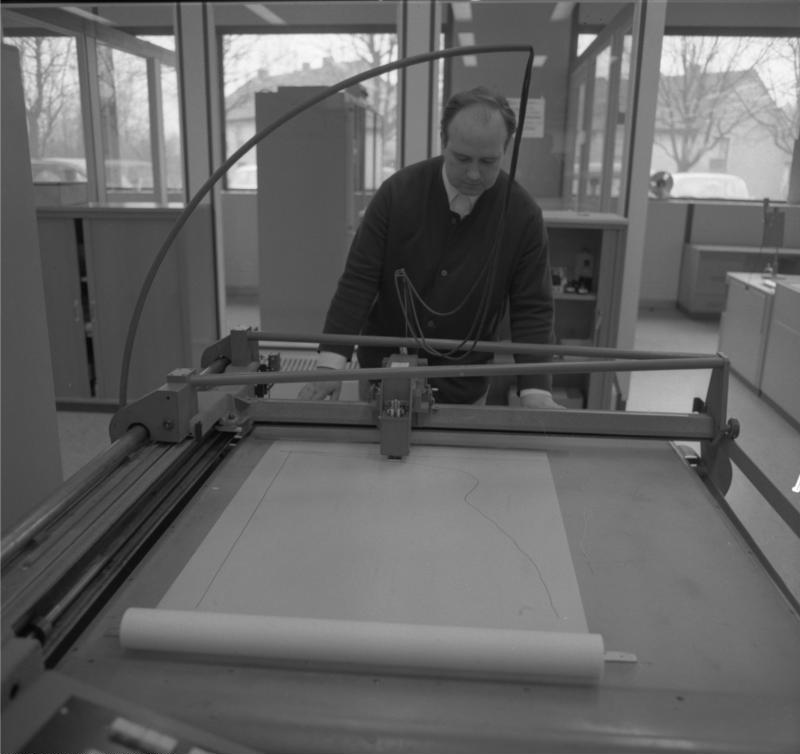
Stiftplotter an der TH Aachen, 1970

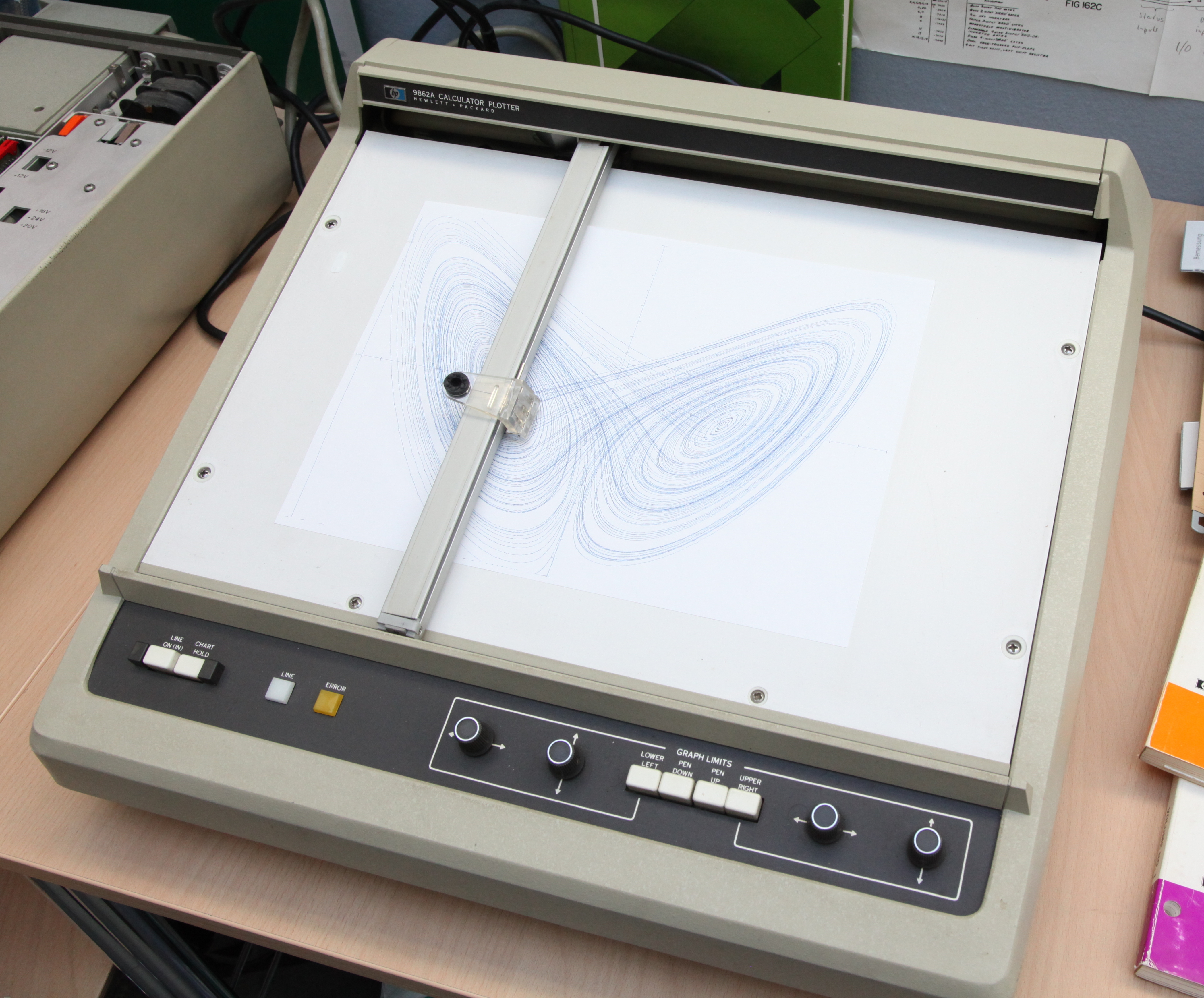
Hewlett-Packard 9862A Calculator Plotter

Der Stiftplotter ist für Darstellungen auf Papier, in der Regel DIN A4 bis A0, ausgelegt. Dafür benutzt er einen an einem Wagen befestigten Kugelschreiber, Filz- oder Tuschestift. Diese Baugruppe kann, dank ihrer Befestigung an Schienen, verschoben werden. Beim Flachbettplotter oder Tischplotter ist das Papier fixiert und der Wagen bewegt sich in X-Y-Richtung über das Papier, während beim Rollenplotter (Walzenplotter) das Papier von einer Walze verschoben wird und der Wagen nur einen Freiheitsgrad besitzt. Diese Bauart ermöglicht die Verwendung eines automatischen Papiereinzugs mit Schubfach. Die meisten Plotter arbeiten mit Stiften verschiedener Strichbreiten und Farben, die in einem so genannten Karussell untergebracht sind und bei Bedarf automatisch am Wagen angebracht werden. Beide Mechanismen erlauben eine schnelle Darstellung von Vektorgrafiken wie einfachen Linien und Kreisen sowie recht schmucklosen Schriftzügen.
Gegen Ende ihrer Ära kamen Stiftplotter nur noch zum Zeichnen von Diagrammen zum Einsatz.
Heute sind sie hauptsächlich durch Laser- oder Tintenstrahldrucker entsprechender Größe abgelöst worden, wobei vor dem Drucken von Vektorgrafiken diese in Rastergrafiken umgerechnet werden.
Manche Stiftplotter lassen sich zu Schneideplottern umrüsten.

## Schneideplotter

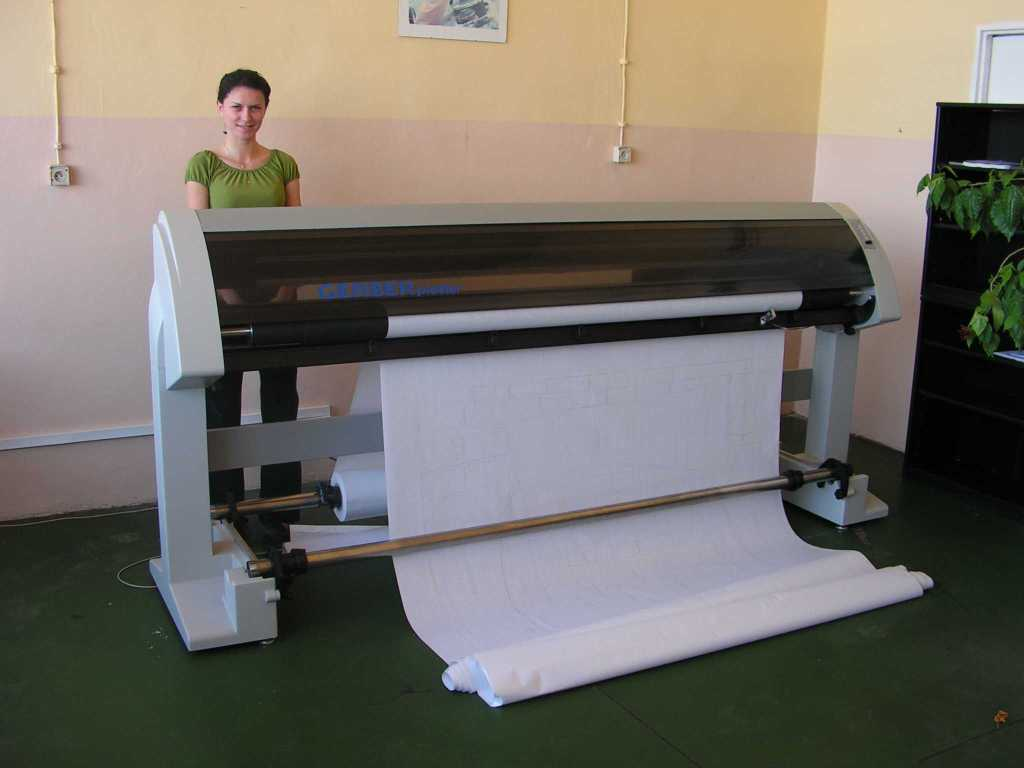
Ein Schneidplotter

Der Schneideplotter ist ein Plotter, bei dem ein Messer statt der Stifte eingesetzt wird. Dabei werden die Konturen der Vektorgrafiken in eine Beschriftungsfolie geschnitten, ohne das Trägerpapier (Plotterpapier) zu beschädigen.
Es gibt hierbei hauptsächlich zwei Gerätearten mit unterschiedlichen Konzepten des Schneidekopfes: Schleppmesser und Tangentialmesser.

### Schleppmesser
Bei einem Schleppmesser befindet sich die Schneidenspitze nicht in der Achsenmitte. Plottet man nun die gewünschten Konturen, wird das Messer hinterhergezogen (geschleppt) oder der Messerkopf wird abgesenkt und die Folie wird bewegt. Die Steuerung des Plotters muss nun, um ein sauberes Schnittergebnis zu garantieren, den Versatz der Messerspitze bei der Plotbahnberechnung mit einkalkulieren. Der Vorteil der Schleppmessertechnik liegt in der einfacheren Bauweise des Schneidekopfes und den damit verbundenen geringeren Gerätepreisen sowie in der höheren Plotgeschwindigkeit, da das Schneidemesser in spitzen Winkeln nicht angehoben werden muss.

### Tangentialmesser
Schneideplotter mit tangential gesteuerten Messern besitzen einen wesentlich aufwendigeren Schneidekopf. Ein eigener Motor führt das Messer in jeder Kurve im entsprechenden Winkel mit. In spitzen Winkeln wird das Messer angehoben, gedreht und wieder abgesetzt. Dies dauert zwar nur wenige zehntel Sekunden, aber in der Summe verlängert sich dadurch die Plotzeit. Der große Vorteil des Tangentialmessers liegt in vielfältigeren Einsatzgebieten. Die Messer lassen mehr Spielraum bei der Gestaltung der Schneidengeometrie zu, so dass stärkere und dickere Materialien wesentlich genauer verarbeitet werden können, als das mit Schleppmessern der Fall ist.
Allerdings kann hier ein anderer Effekt zum Tragen kommen, welcher bei Plottern mit Schleppmessertechnik keine Rolle spielt: die Laufgenauigkeit.
Objekte werden oftmals von der Plotsoftware so berechnet, dass die Folie möglichst wenig vor und zurück gefahren werden muss. Die Folie lässt sich nicht so exakt transportieren (Schlupf), wie es beim Schneidekopf der Fall ist.
Als Konsequenz werden oftmals Motivformen „angeschnitten“, (speziell bei einer Serienwiederholung desselben Motivs) und nicht als ein Schnitt ausgeführt.
Da Tangentialplotter bei spitzen Winkeln ohnehin das Messer heben müssen, optimiert die Steuerungssoftware ggf. dabei den Folientransport. Bei der späteren Rückkehr zu der Schnittstrecke kann der Aufsetzpunkt oft nicht optimal wieder getroffen werden.

### Verwendung
Schneideplotter werden verwendet, um Logos oder Schriftzüge darzustellen, sogenannte Klebeschriften. Bei ihnen werden die Konturen (Vektoren) der Buchstaben mit der oben beschriebenen Schneidetechnik in die Folie geschnitten. Nach manuellem Entfernen der überflüssigen Folienteile (entgittern) können diese Logos oder Schriften mittels Transferfolie auf andere Gegenstände oder Untergründe wie Fahrzeuge, Schaufenster, Wände oder Schilder aufgebracht werden. Bei mehrfarbigen Logos oder Schriften werden die verschiedenen Farben aus den jeweiligen Farbfolien ausgeschnitten und über die Transferfolie auf dem Untergrund zusammengesetzt. Zum Bebildern von Textilien kommt sogenannte Flexfolie bzw. Flockfolie zum Einsatz, deren Motive ebenfalls mit dem Schneidplotter konturgeschnitten und mit einer Heißpresse auf das Textil übertragen werden.
Bei Schneideplottern kann in der Regel ebenfalls ein Stifthalter eingesetzt werden, so dass auch dieser als Einfarb-Stiftplotter eingesetzt werden kann.
Schneideplotter werden vor allem für den Bereich der Außenwerbung wie Fahrzeugbeschriftungen, Werbeschilderbeschriftung usw. eingesetzt.

## Laserplotter

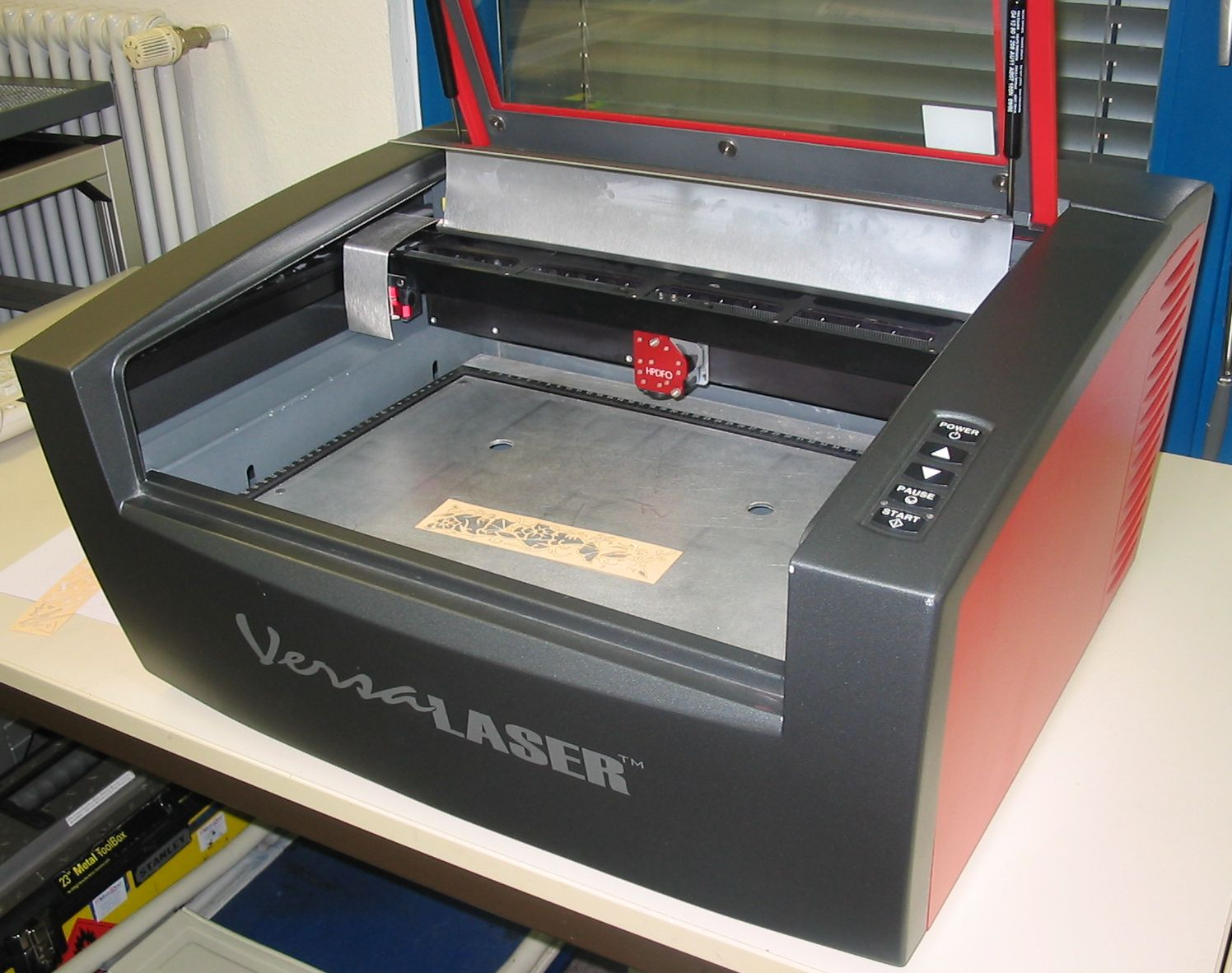
VersaLaser Laserplotter

Der Laserplotter ist eine Erweiterung des Schneidplotters. Das Messer des Schneidplotters wird durch eine Optik ersetzt, welche einen Laserstrahl auf das zu bearbeitende Material lenkt. Der Laserstrahl selbst wird in der Regel auf der Rückseite des Geräts erzeugt. Vorteil des Laserschneiders ist, dass der Schnitt belastungsfrei für das Material durchgeführt wird, und somit auch sehr feine Konturen geschnitten werden können. Zusätzlich erlaubt der Laserplotter die Lasergravur von Materialien wie Holz, Leder oder auch eloxiertem Aluminium. Der Vorteil der Lasergravur besteht in der Dauerhaftigkeit und Haltbarkeit.
Üblicherweise werden in diesen Systemen CO2-Laser eingesetzt, wobei auch einige Versionen mit YAG-Lasern erhältlich sind.
Siehe auch: Laserschneiden
Inzwischen gibt es Plotter, die nach dem Prinzip des Laserdruckers aufgebaut sind, wobei meist LED-Technologie zum Einsatz kommt, daher auch LED-Plotter genannt. Hersteller dieser Technik, die derzeit Druckgeschwindigkeiten von bis zu 15 Metern pro Minute (monochrom) erlaubt, sind neben der Erfinderfirma Xerox auch Océ und KIP. 2006 stellte KIP den ersten Großformat-Farbplotter auf LED-Technologie vor.

## Photoplotter
Der Photoplotter, auch Lichtzeichenanlage, enthält einen Lichtkopf, mit dem auf Film gezeichnet wird. Sie sind als Flachbettplotter oder als Trommelplotter ausgeführt. Nach dem Entwickeln kann der Film als Kopiervorlage verwendet werden. Ein Anwendungsbeispiel ist die Leiterplattenherstellung, die das häufigste Nutzungsgebiet des Photoplotters ist.
Beim Trommelplotter ist der Film auf einer rotierenden Walze, der Trommel, befestigt, während er beim Flachbettplotter auf einer planen Fläche aufliegt.